# William Adam Piper

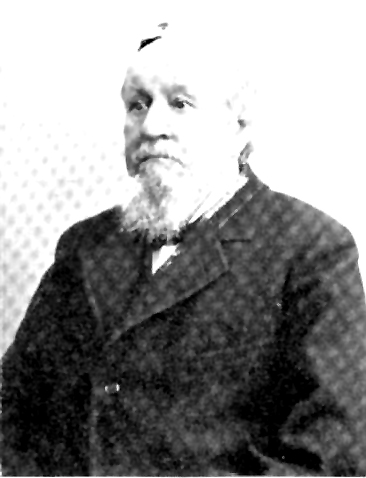
William Adam Piper

William Adam Piper (* 21. Mai 1826 im Franklin County, Pennsylvania; † 5. August 1899 in San Francisco, Kalifornien) war ein US-amerikanischer Politiker. Zwischen 1875 und 1877 vertrat er den Bundesstaat Kalifornien im US-Repräsentantenhaus.

## Werdegang
William Piper besuchte die öffentlichen Schulen seiner Heimat. Danach zog er nach St. Louis in Missouri. Während des Mexikanisch-Amerikanischen Krieges diente er in den Jahren 1846 und 1847 in einer Artillerieeinheit aus Missouri. Während des Goldrauschs zog er im Jahr 1848 nach Kalifornien, wo er sich in San Francisco niederließ und im Handel arbeitete. Politisch wurde er Mitglied der Demokratischen Partei.
Bei den Kongresswahlen des Jahres 1874 wurde Piper im ersten Wahlbezirk von Kalifornien in das US-Repräsentantenhaus in Washington, D.C. gewählt, wo er am 4. März 1875 die Nachfolge von Charles Clayton antrat. Da er im Jahr 1876 nicht bestätigt wurde, konnte er bis zum 3. März 1877 nur eine Legislaturperiode im Kongress absolvieren. Nach dem Ende seiner Zeit im US-Repräsentantenhaus nahm Piper seine früheren Tätigkeiten im Handel wieder auf. Er starb am 5. August 1899 in San Francisco, wo er auch beigesetzt wurde.